# ¡Que vienen los rusos!
¡Que vienen los rusos!, también llamada Que vienen los rusos, que vienen los rusos (The Russians Are Coming, the Russians Are Coming en inglés), es una película de comedia bélica estadounidense de 1966, basada en la novela juvenil The Off-Islanders, de Nathaniel Benchley y adaptada a la gran pantalla por William Rose. La película, ambientada en plena guerra fría, trata sobre un submarino ruso, el Sprut ('pulpo' en ruso), que accidentalmente encalla frente al litoral de una pequeña localidad de Nueva Inglaterra, desatándose el pánico entre los residentes del pueblo ante lo que creen que es una invasión soviética.

## Argumento
El Sprut (Спрут, Pulpo), un submarino ruso, encalla cerca de las costas de Cape Cod, Nueva Inglaterra. El capitán del submarino manda a un grupo de nueve hombres liderados por el teniente Rozanov (Alan Arkin) en busca de una motora que les ayude a sacar el submarino accidentado. Uno de los hombres llega a la casa de Walt Whittaker (Carl Reiner, un dramaturgo neoyorquino de vacaciones con su mujer Elspeth (Eva Marie Saint) y sus dos hijos, Pete y Annie (Sheldon Collins y Cindy Putnam) quienes se disponen a volver a casa ya que el verano terminó.
Mientras trata de convencer a los Whittaker de que su grupo son de nacionalidad noruega, Rozanov le enseña un arma y le promete no hacer daño a su familia si le dicen información sobre el uso militar en la isla, sobre la policía y si le entrega las llaves del coche. Walt y Elspeth le dan las respuestas que busca y el vehículo, los rusos se marchan pero se dejan atrás a un marinero joven, Alexei Kolchin (John Phillip Law) para vigilar a los Whittakers, y más tarde a la vecina de estos, Alison Palmer (Andrea Dromm), una joven de dieciocho años.
El coche conducido por los rusos se detiene debido al poco combustible que le quedaba viéndose obligados a ir a pie. Más tarde, roban un antiguo Sedán, propiedad de Muriel Everett (Doro Merande), la cartera del pueblo; ella llama a Alice Foss (Tessie O'Shea) y más tarde se extienden rumores en toda la isla generando confusión. El jefe de policía, Link Mattocks (Brian Keith) y su asistente Norman Jonas (Jonathan Winters) llaman a la población civil a «aplastarlos».
Siete de los rusos roban un bote e intentan llegar al submarino, mientras Rozanov va en busca de Kolchin, quien se ha enamorado de Alison. Cuando el submarino se pone en movimiento, el capitán (Theodore Bikel) toma los mandos y lo lleva a puerto para buscar a sus hombres; allí, Rozanov y Kolchin le localizan. En el puerto la situación comienza a ponerse tensa cuando el capitán amenaza con bombardear el pueblo si no les son devueltos los hombres. Por otra parte, los vecinos amenazan con abrir fuego contra el submarino. De pronto un niño, Jerry Maxwell (Johnny Whitaker), que estaba viendo el tenso enfrentamiento subido en el campanario de la iglesia, se resbala y cae hasta quedar colgado del Canalón. Los rusos y los isleños, olvidando sus diferencias, se lanzan a salvar al niño formando una pirámide humana. Al final el niño es rescatado de caerse.
Una vez se ha hecho la paz y la armonía, el submarino sale del puerto escoltado por los vecinos de la isla en sus respectivas barcas para protegerlo hasta llegar a aguas seguras, momentos después, llegan un par de aviones F-101 Voodoo de las fuerzas aéreas estadounidenses, cuyos pilotos contemplan atónitos cómo los residentes de la isla socorren a los soviéticos.

## Reparto

### Reparto principal
- Alan Arkin:  Teniente Rozanov
- Carl Reiner:  Walt Whittaker
- Eva Marie Saint:  Elspeth Whittaker
- Brian Keith:  Jefe de policía Link Mattocks
- Jonathan Winters:  Agente Norman Jonas
- Paul Ford:  Fendall Hawkins
- Theodore Bikel: Capitán ruso
- Tessie O'Shea:  Alice Foss (Operadora de telefonía)
- John Phillip Law:  Alexei Kolchin
- Ben Blue:  Luther Grilk
- Don Keefer: Irving Christiansen
- Cliff Norton:  Charlie Hinkson

### Reparto secundario
- Andrea Dromm:  Alison Palmer
- Sheldon Collins:  Pete Whittaker
- Guy Raymond:  Lester Tilly
- Michael J. Pollard: Stanley
- Richard Schaal:  Oscar Maxwell

## Producción
A pesar de estar localizada en la localidad ficticia de Gloucester Island, Massachusetts, la película se rodó en Mendocino, California. Las escenas del puerto se rodaron en Noyo Harbor, en una pequeña localidad del sur de Fort Bragg. Como estaba localizada en la costa oeste, la escena de la madrugada del principio de la película se rodó al atardecer.
El submarino utilizado en la película fue fabricado. La marina de los Estados Unidos se negó a alquilarles uno para la producción y el estudio tuvo que recrear un auténtico submarino ruso. La fabricación se hizo en cuatro partes, cada una de las cuales tenía su motor que lo hacía funcionar. Mientras se ve la película, el espectador puede diferenciar las partes separadas en el agua.
Los aviones eran, en realidad, del 84.º escuadrón Fighter-Interceptor, localizados cerca de la base aérea militar de Otis, próxima a las coordenadas de la supuesta isla.
De acuerdo con Norman Jewison, la película —realizada en plena guerra fría— tuvo un considerable impacto en Washington D. C. y en Moscú. Ésta fue una de las pocas que retrataban a los rusos de forma amable. El senador Ernest Gruening la mencionó en un discurso en el congreso y en el Kremlin se proyectó una copia.

## Recepción
Premios (ganados):
- Globo de Oro a la mejor película
- Globo de Oro al mejor actor (Alan Arkin)
- Writers Guild of America, East - Mejor guionista (William Rose)

Premios (nominaciones):
- Óscar a la mejor película
- Gremio de directores americanos - (Norman Jewison)
- Óscar al mejor actor - (Alan Arkin)
- Oscar al mejor montaje (Hal Ashby y J. Terry Williams)
- Óscar al mejor guion adaptado (William Rose)
- Globo de Oro al mejor guion (William Rose)